# 70 Panopaea
70 Panopaea (in italiano 70 Panopea) è un grande asteroide della fascia principale, membro della famiglia asteroidale Eunomia. Tuttavia, è un pianetino scuro, con una composizione carboniosa primitiva (classe spettrale C) e probabilmente non imparentato con il corpo progenitore della famiglia Eunomia.
Panopaea fu scoperto da Hermann Mayer Salomon Goldschmidt il 5 maggio 1861 all'Osservatorio astronomico di Parigi (Francia), il quattordicesimo e ultimo asteroide individuato dall'astronomo. Robert Main, direttore dell'Osservatorio di Oxford e presidente della Royal Astronomical Society (che premiò Goldschmidt con una medaglia d'oro), lo battezzò così in onore di Panopea, una ninfa della mitologia greca, una delle Nereidi, figlia di Nereo e Doride (vedi l'asteroide 48 Doris).